# KT Гидры
KT Гидры (лат. KT Hydrae) — двойная затменная переменная звезда типа Алголя (EA)* в созвездии Гидры на расстоянии приблизительно 4866 световых лет (около 1492 парсек) от Солнца. Фотографическая звёздная величина звезды — от менее +13,8m до +12,7m. Орбитальный период — около 3,387 суток.
Открыта Балфуром Уитни в ранних 1950-х годах***.

## Характеристики
Первый компонент — белая звезда спектрального класса A2, или A. Радиус — около 2,9 солнечного, светимость — около 21,192 солнечной. Эффективная температура — около 7272 K.
Второй компонент — жёлтая звезда спектрального класса G9IV.